# Eulers förmodan
Eulers förmodan är en förmodan inom talteorin besläktad med Fermats stora sats, som föreslogs av Euler 1769. Den säger att för varje heltal n större än 2 kan inte summan av n-1 positiva heltal till n:te potens vara en ny n:te potens.
Förmodan motbevisades av L. J. Lander och T. R. Parkin 1966 när de fann följande motexempel för n = 5:
275 + 845 + 1105 + 1335 = 1445
År 1988 fann Noam Elkies en metod för att konstruera motexempel i fallet n = 4. Hans minsta motexempel var följande:
26824404 + 153656394 + 187967604 = 206156734
Roger Frye fann senare det minsta möjliga motexemplet för n = 4 genom en direkt datorsökning med metoder föreslagna av Elkies:
958004 + 2175194 + 4145604 = 4224814
Inga motexempel för n > 5 är för närvarande kända.